# Treuenbrietzen
Treuenbrietzen település Németországban, azon belül Brandenburgban. Lakosainak száma 7422 fő (2023. december 31.). Treuenbrietzen Beelitz és Linthe községekkel határos.

## Népesség
A település népességének változása:
| Lakosok száma | 7776 | 7379 | 7475 | 7423 | 7485 | 7522 | 7422 |
|               | 2010 | 2015 | 2017 | 2020 | 2021 | 2022 | 2023 |